# Calliotropis hysterea
Calliotropis hysterea is een slakkensoort uit de familie van de Eucyclidae. De wetenschappelijke naam van de soort is voor het eerst geldig gepubliceerd in 2007 door Vilvens.